# Огуренков, Евгений Иванович
Евге́ний Ива́нович Огуре́нков (13 (26) декабря 1913, Санкт-Петербург — 21 октября 1973, Москва) — советский боксёр и тренер. Абсолютный чемпион СССР (1943). Семикратный чемпион СССР (1934—1937, 1940, 1944—1945). Заслуженный мастер спорта СССР (1937). Заслуженный тренер СССР (1965). Выдающийся боксёр СССР (1948). Судья всесоюзной категории (1949).
Участник Великой Отечественной войны.

## Биография
Родился 13 (26) декабря 1914 года в Санкт-Петербурге в рабочей семье, его отец работал на Путиловском заводе.
Активно заниматься боксом начал в возрасте восемнадцати лет в московском спортивном клубе «Строитель» под руководством тренера Бориса Денисова, первое время боксировал в легчайшем весе, но потом сменил весовую категорию на лёгкую. Впервые заявил о себе в 1934 году, когда на первом официальном чемпионате СССР сразу же выиграл золотую медаль. Впоследствии защитил звание чемпиона ещё три раза подряд, а в 1937 году успешно выступил на Антверпенской международной рабочей олимпиаде и удостоился звания «Заслуженный мастер спорта». 

Могила Огуренкова на Новодевичьем кладбище Москвы.

В 1940 году перешёл в полусредний вес и вновь был лучшим среди всех советских боксёров своей категории.
В первые годы Великой Отечественной войны вызвался добровольцем народного ополчения и по этой причине некоторое время не участвовал в титульных матчах. В 1943 году, когда в войне наметился перелом и в стране возобновились спортивные соревнования, Огуренков добился звания абсолютного чемпиона СССР, победив в финале тяжеловеса Андрея Навасардова. Пытался повторить это достижение и в следующем сезоне, но на сей раз по очкам потерпел поражение от Николая Королёва. В 1944 и 1945 годах завоевал золото уже в среднем весе — в общей сложности становился чемпионом Советского Союза семь раз. Выходил на ринг вплоть до 1947 года, в одном из последних своих товарищеских поединков победил знаменитого венгра Ласло Паппа, будущего трёхкратного олимпийского чемпиона и дважды чемпиона Европы.
Всего за карьеру провёл 168 боёв, из них 144 окончил победой. В 1948 году федерацией бокса был включён в список восемнадцати выдающихся боксёров страны.
Огуренков был членом национальной сборной в течение 12 лет, но за это время ни разу не поучаствовал в чемпионатах Европы и Олимпийских играх, поскольку в то время СССР ещё не входил в международные спортивно-любительские объединения. После завершения спортивной карьеры Евгений Огуренков долгое время работал на кафедре бокса ГЦОЛИФК. Доцент, кандидат педагогических наук, автор нескольких учебных пособий по боксу, в том числе книги «Ближний бой в боксе».
Умер 21 октября 1973 года в Москве. Похоронен на четвёртом участке Новодевичьего кладбища (девятый ряд).
Старший брат Виктор был не менее успешным тренером, в Москве в районе Бирюлёво Восточное сейчас работает спортивная школа имени братьев Огуренковых.

## Спортивные достижения
Международные
- III Летняя Рабочая Олимпиада 1937 года —

Всесоюзные
- Абсолютный чемпионат СССР по боксу 1943 года —
- Абсолютный чемпионат СССР по боксу 1944 года —
- Чемпионат СССР по боксу 1934 года —
- Чемпионат СССР по боксу 1935 года —
- Чемпионат СССР по боксу 1936 года —
- Чемпионат СССР по боксу 1937 года —
- Чемпионат СССР по боксу 1938 года —
- Чемпионат СССР по боксу 1939 года —
- Чемпионат СССР по боксу 1940 года —
- Чемпионат СССР по боксу 1944 года —
- Чемпионат СССР по боксу 1945 года —
- Чемпионат СССР по боксу 1946 года —

### Спортивные звания
- Заслуженный мастер спорта СССР
- Заслуженный тренер СССР
- «Выдающийся боксёр СССР»

## Награды
- Орден «Знак Почёта» (22.07.1937)
- Медаль «За трудовое отличие» (16.09.1960) — за успешные выступления в XVII летних и VIII зимних Олимпийских играх 1960 года, а также за выдающиеся спортивные достижения[6]